# King Long XMQ 6139B
De King Long XMQ 6139B is een low floor-autobus, geproduceerd door de Chinese busbouwer King Long. De bus rolde in 2007 voor het eerst uit de fabriek en werd ontwikkeld om de concurrentie aan te gaan met de Europese vliegvelbusmodellen.

## Ontwerp
Het ontwerp van de bus komt sterk overeen met diens soortgenoten, de Contrac Cobus COBUS en de Neoplan Airliner (nieuwe model). Toch zijn er verschillen qua uiterlijk. De bussen hebben een volledig lage vloer, dat zo laag mogelijk over de weg ligt en zijn vooral gericht op zo veel mogelijk passagiers met bagage te kunnen vervoeren. Hiervoor hebben de meeste bussen zo weinig mogelijk stoelen en zo veel mogelijk staruimte. In overleg met de klant kan ook gekozen worden om zo veel mogelijk zitplaatsen te creëren. In tegenstelling tot andere bussen hebben deze bussen deuren aan beide zijdes van de bus.

## Verwante modellen
- Contrac Cobus COBUS
- LAZ AeroLAZ
- MAZ-171
- Neoplan Airliner
- Youngman JNP6140